# John Hay, 4. Lord Hay of Yester
John Hay, 4. Lord Hay of Yester (* um 1510; † 1556), war ein schottischer Adliger.

## Leben
Er war der älteste Sohn des John Hay, 3. Lord Hay of Yester († 1543) aus dessen Ehe mit Lady Elizabeth Douglas, Schwester des Archibald Douglas, 6. Earl of Angus.
1533 heiratete er Margaret Livingston († nach 1557), Tochter des William Livingston, 4. Lord Livingston. Sein Vater überließ ihm daraufhin mit Urkunde vom 18. Oktober 1533 die Güter Lyne und Wester Hoprew, beide in Peeblesshire.
Beim Tod seines Vaters erbte er 1543 dessen Titel und Ländereien als Lord Hay of Yester und wurde dadurch Mitglied des schottischen Parlaments.
Im Februar 1545 kämpfte er in der siegreichen Schlacht von Ancrum Moor gegen die Engländer und nahm im März 1445 in Edinburgh an einer Konferenz bezüglich der Verteilung der in der Schlacht gemachten Gefangenen teil. Im selben Jahr wurde er in den schottischen Kronrat (Privy Council) aufgenommen. Er war Mitunterzeichner des Bündnisvertrags mit Frankreich gegen England vom 26. Juni 1545.
Er hatte das Amt des Sheriffs von Peeblesshire inne, als er im September 1547 bei der Niederlage in der Schlacht bei Pinkie Cleugh in englische Gefangenschaft geriet. Er wurde zunächst in Berwick inhaftiert und, obwohl sich seine Verwandten um seine Freilassung gegen Lösegeld bemühten, im Januar 1548 nach Yorkshire verlegt und dort bis Kriegsende gefangen gehalten. Hintergrund war wohl, dass sein Stammsitz Yester Castle in Haddingtonshire zu dieser Zeit schwer umkämpft war. Yester Castle wurde „am Freitag vor dem 27. Februar 1548“ von den Schotten zurückerobert, wurde bis zum 15. März 1548 gegen die Engländer gehalten, am 28. April 1548 war es von den mit den Schotten verbündeten Spaniern besetzt und im Mai wieder unter Kontrolle der Engländer, die daraufhin einen wesentlichen Teil der bereits beschädigten Befestigungen schleiften. Beim Friedensschluss mit England im April 1560 kehrte Hay nach Schottland zurück.
Im April 1554 wurde er Warden der Middle Marches und 1555 Provost der Stadt Peebles. Er starb spätestens im Januar 1556 und wurde von seinem ältesten Sohn William beerbt.

## Nachkommen
Aus seiner Ehe mit Margaret Livingston hatte er drei Söhne und zwei Töchter:
- William Hay, 5. Lord Hay of Yester (1538–1586), ⚭ 1559 Margaret Kerr;
- Hon. Thomas Hay († 1584), 1566–1584 Pfarrer der Cross Kirk in Peebles;
- Hon. James Hay († nach 1573);
- Hon. Margaret Hay, ⚭ 1567 Sir Robert Lauder († 1575) Laird von Popill in Haddingtonshire;
- Hon. Christian Hay, ⚭ Henry Lauder († nach 1575), Burgess Baillie von Dunbar.

Er hatte zudem eine uneheliche Tochter, Elizabeth Hay († 1580/81), die er am 18. August 1558 anerkannte und mit Ehevertrag vom 22. August 1558 mit dem verwitweten späteren Schwiegervater seiner beiden ehelichen Töchter, Robert Lauder (um 1490–1576), Laird von The Bass, verheiratete.